# Tapio Pukki
Tapio Pukki (* 26. August 1983) ist ein finnischer Biathlet.
Tapio Pukki trat erstmals bei den Junioren-Europameisterschaften 2002 in Kontiolahti bei einem internationalen Großereignis an und wurde 25. im Einzel. Ein Jahr später erreichte er dieselbe Platzierung bei der Junioren-Weltmeisterschaft in Kościelisko. Bestes Ergebnis bei der Sommerbiathlon-Weltmeisterschaft in Muonio war ein fünfter Rang mit der finnischen Staffel, bestes Einzelergebnis Platz 19 in der Verfolgung. In Altenberg debütierte Pukki 2006 im Biathlon-Europacup und wurde 45. im Sprint. Etwa ein Jahr später folgte in Ruhpolding das Debüt im Biathlon-Weltcup. In seinem ersten Rennen, einem Sprint, wurde der Finne 100., im späteren Staffelrennen 20. mit der Staffel seines Verbandes. Bei der Universiade 2007 in Cesana San Sicario war ein neunter Platz im Massenstart bestes Ergebnis des Finnen. Bisheriger Höhepunkt der Karriere wurden die Biathlon-Weltmeisterschaften 2008 in Östersund. Hier trat Pukki in zwei Rennen an. Mit der Staffel wurde er 14., im Sprintrennen 87.

## Biathlon-Weltcup-Platzierungen
Die Tabelle zeigt alle Platzierungen (je nach Austragungsjahr einschließlich Olympische Spiele und Weltmeisterschaften).
- 1.–3. Platz: Anzahl der Podiumsplatzierungen
- Top 10: Anzahl der Platzierungen unter den ersten zehn (einschließlich Podium)
- Punkteränge: Anzahl der Platzierungen innerhalb der Punkteränge (einschließlich Podium und Top 10)
- Starts: Anzahl gelaufener Rennen in der jeweiligen Disziplin

| Platzierung                      | Einzel | Sprint | Verfolgung | Massenstart | Staffel | Gesamt |
| -------------------------------- | ------ | ------ | ---------- | ----------- | ------- | ------ |
| 1. Platz                         |        |        |            |             |         |        |
| 2. Platz                         |        |        |            |             |         |        |
| 3. Platz                         |        |        |            |             |         |        |
| Top 10                           |        |        |            |             |         |        |
| Punkteränge                      |        |        |            |             | 3       | 3      |
| Starts                           |        | 3      |            |             | 3       | 6      |
| Stand: nach der Saison 2008/2009 |        |        |            |             |         |        |